# Acide homoisocitrique
L'acide homoisocitrique est un composé organique isomère de l'acide homocitrique. C'est un métabolite de la biosynthèse de la lysine : il est produit par l'homocitrate synthase et est un substrat de l'homoaconitate hydratase.